# Мухаметшин, Рустам Глусович
Рустам Глусович Мухаметшин (род. 16 октября, 1964 год) — тренер высшей категории, почетный гражданин города Краснокамска, отличник физической культуры и спорта, спортивный судья Всероссийской категории.

## Биография
Рустам Мухаметшин родился 16 октября 1964 года. Занимался в секции самбо у тренера Валерия Ощепкова. Получил образование по специальности «историк» в Пермском государственном университете.
В 1990 году начал работать тренером, место работы МОУ ДОД «СДЮШОР по борьбе самбо».
В 2003 году Рустам Мухаметшин получил звание Заслуженного тренера России в связи с успешной подготовкой спортсменов к соревнованиям. Старший тренер сборной женской команды в Пермском крае. Судья международной категории.
Воспитанники тренера Рустама Мухаметшина: заслуженный мастер спорта Мария Молчанова, мастер спорта международного класса Елена Гилёва, мастера спорта Виктория Остер и Елена Шеина, Елена Каменских, Владимир Кожинов, Андрей Зеленин, Сергей Волчков. Мария Молчанова о своем тренере говорит, что он ей как отец .
Второе высшее образование в области юриспруденции. Женат, двое детей.
Почетный гражданин города Краснокамска .
Получил звание «Спортивного судьи всероссийской категории» согласно приказу № 36-нг от 29 марта 2017 года.